# 勐马乡
勐马乡，是缅甸掸邦东部第四特区勐拉县下辖的一个乡。

## 地理
勐马乡位于勐拉县北部，东接勐拉乡和蚌煽乡，南接万哈乡，西接邦果乡，北接色勒县景坎乡。

## 行政区划
勐马乡下辖以下村寨：
- 万散村[1]
- 万修村（万秀村、曼秀村、万球村）[2]
- 万保村（ဝမ်ပေါရွာ）[3]
- 万良村（ဝမ်လျံရွာ）[4]
- 万嘎村（ဝမ်ကပ်ရွာ）[5]
- 万岛村（ဝမ်တောင်းရွာ）[6]
- 万崩村（万崩龙村）[7]
- 万告村（ဝမ်ကောင်းရွာ）[8]
- 万楠村（ဝမ်နမ့်ရွာ）
- 万丙梦村（ဝမ်ပိန်းမွန်းရွာ）[9]
- 万沃叫村（ဝမ်ဒဝါ်ကျောက်ရွာ）[10]
- 万迈贺勐村（ဝမ်မိုင်ဟိုမိန်းရွာ）[11]
- 莱梅村（လွယ်မွေရွာ）
- 阿克勒村（阿克上寨）
- 阿克岱村（阿克下寨）[12]
- 万那勒村[13]

## 教育
勐马乡有勐马缅文学校和贺勐缅文学校等乡村学校。